# Sigmuncus
Sigmuncus là một chi bướm đêm thuộc họ Noctuidae.